# 다비드 비스콘티
다비드 비스콘티 (1968년 9월 22일 ~ )는 아르헨티나의 전 축구 선수이다.

## 통계
| 아르헨티나 | 아르헨티나 | 아르헨티나 |
| 연도       | 출전       | 골         |
| ---------- | ---------- | ---------- |
| 1991       | 5          | 1          |
| 합계       | 5          | 1          |